# Wenezuela na Mistrzostwach Świata w Lekkoatletyce 2017
Wenezuela na Mistrzostwach Świata w Lekkoatletyce 2017 – reprezentacja Wenezueli podczas mistrzostw świata w Londynie liczyła 11 zawodników, którzy zdobyli dwa medale.

## Zdobyte medale
| Medal            | Zawodnik      | Konkurencja | Wynik | Data       |
| ---------------- | ------------- | ----------- | ----- | ---------- |
| Yulimar Rojas    | trójskok      | 14,91       | złoto | 7 sierpnia |
| Robeilys Peinado | skok o tyczce | 4,65        | brąz  | 6 sierpnia |

## Skład reprezentacji
Mężczyźni
| Zawodnik          | Konkurencja                        | Eliminacje | Eliminacje | Finał   | Finał   |
| Zawodnik          | Konkurencja                        | Wynik      | Pozycja    | Wynik   | Pozycja |
| ----------------- | ---------------------------------- | ---------- | ---------- | ------- | ------- |
| Luis Alberto Orta | Maraton                            | —          | —          | 2:33:42 | 67.     |
| José Peña         | Bieg na 3000 metrów z przeszkodami | 8:37,15    | 31.        | NQ      | NQ      |
| Richard Vargas    | Chód na 20 kilometrów              | —          | —          | DSQ     | DSQ     |

| Zawodnik   | Konkurencja | Kwalifikacje | Kwalifikacje | Finał | Finał   |
| Zawodnik   | Konkurencja | Wynik        | Pozycja      | Wynik | Pozycja |
| ---------- | ----------- | ------------ | ------------ | ----- | ------- |
| Eure Yáñez | skok wzwyż  | 2,26         | 19.          | NQ    | NQ      |

Kobiety
| Zawodniczka           | Konkurencja           | Eliminacje | Eliminacje | Półfinał | Półfinał | Finał   | Finał   |
| Zawodniczka           | Konkurencja           | Wynik      | Pozycja    | Wynik    | Pozycja  | Wynik   | Pozycja |
| --------------------- | --------------------- | ---------- | ---------- | -------- | -------- | ------- | ------- |
| Andrea Purica         | Bieg na 100 metrów    | 11,43      | 29.        | NQ       | NQ       | NQ      | NQ      |
| Nediam Vargas         | Bieg na 200 metrów    | 24,35      | 44.        | NQ       | NQ       | NQ      | NQ      |
| María Grazzia Bianchi | Maraton               | —          | —          | —        | —        | 3:04:11 | 77.     |
| Yolimar Pineda        | Maraton               | —          | —          | —        | —        | DNF     | DNF     |
| Milangela Rosales     | Chód na 20 kilometrów | —          | —          | —        | —        | 1:38:08 | 46.     |

| Zawodniczka      | Konkurencja   | Kwalifikacje | Kwalifikacje | Finał | Finał   |
| Zawodniczka      | Konkurencja   | Wynik        | Pozycja      | Wynik | Pozycja |
| ---------------- | ------------- | ------------ | ------------ | ----- | ------- |
| Robeilys Peinado | skok o tyczce | 4,55         | 2.q          | 4,65  | brąz    |
| Yulimar Rojas    | trójskok      | 14,52        | 2.Q          | 14,91 | złoto   |